# Mésobromion
Le Mésobromion ou pelouse calcaire mésophile, est une formation herbacée basse et dense qui se développe sur des sols calcaires. 

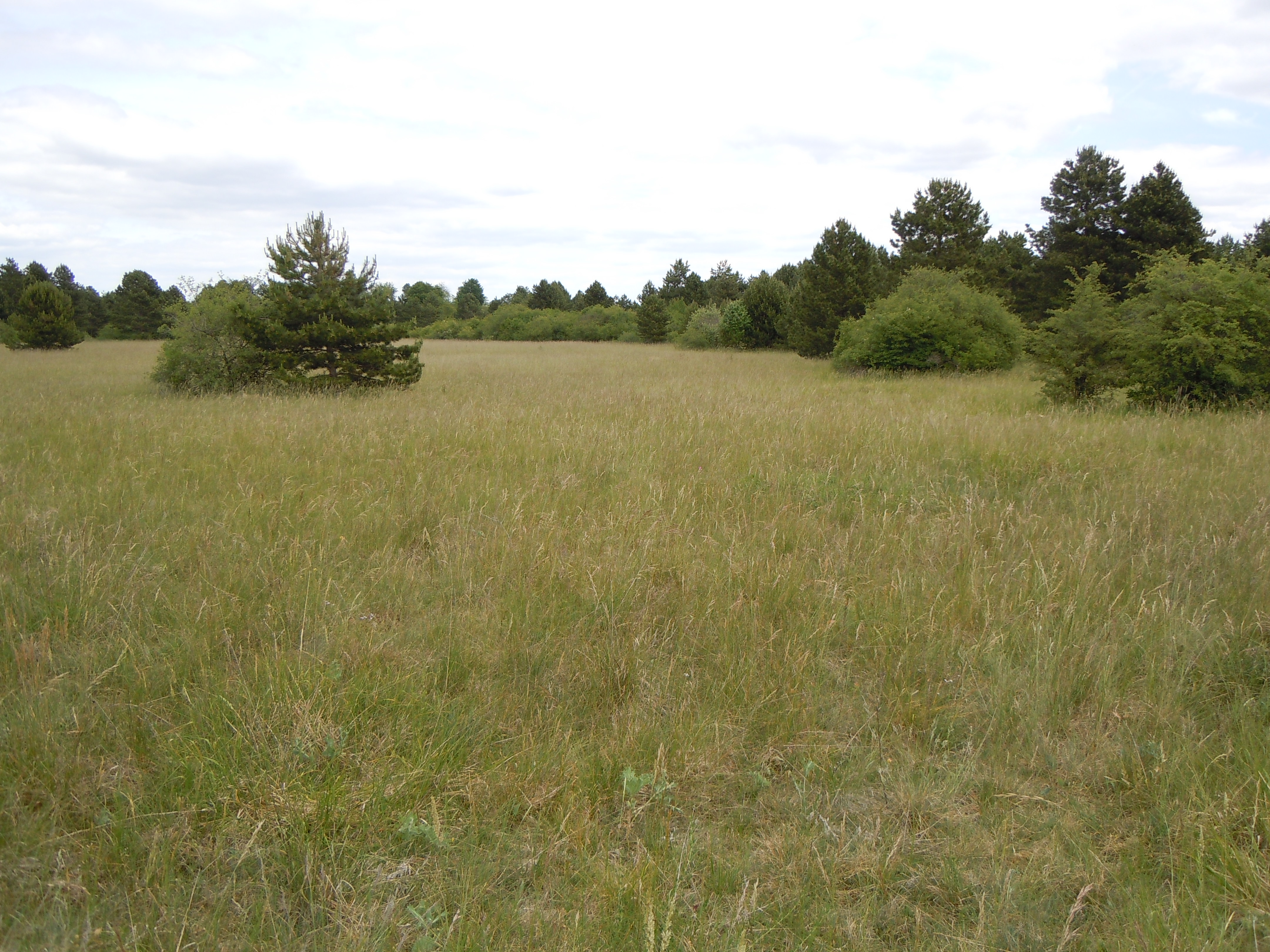
Pelouse de type Mésobromion au sommet de la Motte-Giron à Dijon

## Caractéristiques
Cette pelouse calcaire est caractérisée par les graminées (Brome dressé, Fétuque,  Brachypode penné….) qui y dominent. La physionomie de ces pelouses, est caractérisée par de nombreuses hémicryptophytes et, parfois, de riches populations d'orchidées. 
Le Mésobromion issu des activités agro-pastorales extensives sont des milieux instables, se transformant, selon les conditions physiques, en broussailles, ou en pelouse xérophile (xérobromion). En absence d'espèces domestiques (moutons, chèvres), les espèces sauvages (lapins, chevreuils) ne peuvent que ralentir cette évolution. Cet habitat présente donc une forte capacité évolutive, et sa conservation est directement liée à l'action anthropique.

## Protection
Les sites majeurs (surfaces importantes, diversité végétale optimale, riches cortèges d'orchidées…) ont pour la plupart été intégrés dans les inventaires récents du patrimoine naturel (ZNIEFF, Natura 2000).